# 메갈로돈
메갈로돈(Otodus megalodon)은 지구상 상어중 가장 거대했으리라고 여겨지는 육식성 상어로 신생대의 대표적인 화석이다.
이 고대의 육식성 상어는 신생대 마이오세 초기에 출현하여 지금으로부터 약 360만 년 전인 플라이오세 후기까지 번성했다. 몸길이는 18~24.3m 무게는 83.6~104.7t으로 추측된다. 다른 거의 대부분의 상어 화석이 그렇듯이 메갈로돈의 완벽한 전체 골격은 발견된 적이 없고, 척삭의 일부분과 치아 등이 발견 바다에 서식하면서 주로 해양 포유류를 먹이로 삼았을 것으로 추측된다.

## 형태
발견된 이빨 화석과 현존하는 백상아리의 이빨과 몸 크기의 비율로 미루어볼 때 학자들은 최대 24.3m자랐으리라고 추정한다. 이 수치는 지금까지 발견된 그 어떤 상어보다도 거대한 크기이다. 메갈로돈의 가장 큰 이빨은 7.4인치(18.8cm)에 이를 정도로 크며 이는 성인 남성의 손바닥을 가릴 정도의 크기이다. 이빨의 형태는 이등변 삼각형에 가깝고 그 두께는 같은 크기의 백상아리의 이빨보다 3배 가까이 두껍다. 또한 가장 자리에 톱날모양의 구조가 있어서 손쉽게 먹잇감의 살에 이빨을 박아 넣을 수 있었을 것으로 추정한다. 위턱 아래턱의 이빨의 개수는 약 292개로 추정하고 있다.
몸의 전체적인 형태를 볼 때, 악상어목 상어들이 전형적인 방추형의 몸 형태를 지니고 있기 때문에 메갈로돈 역시 이런 형태의 몸을 하고 있었을 가능성이 크다. 많은 수의 메갈로돈의 복원도를 보면 주로 백상아리를 참고로 해서 백상아리의 형태와 유사하게 묘사되고 있다. 최근의 복원에 따르면 전체적인 형태는 백상아리와 유사하지만 턱에서부터 코 끝 까지의 각도가 더 높고 강건한 형태의 복원이 알맞은 복원인 것으로 추측된다. 짧고 강건한 턱은 메갈로돈이 사냥할 때의 주무기였는데, 메갈로돈은 턱을 벌릴 때 아랫턱뿐만 아니라 윗턱도 같이 움직일 수 있었으며 이런 턱 구조는 큰 살점을 베어물고 끌어당길 수 있게 하는 구조이다. 이런 턱의 움직임과 톱날이 나 있는 강한 이빨의 기능이 더하여져서 한번에 많은 살점을 베어 물 수 있었으며 치악력이 110,000~180,000N에 달하기 때문에 공격당한 대상에게 치명적인 쇼크를 일으켰을 것이다.

## 백상아리와의 관계
메갈로돈의 학명 Carcharodon은 메갈로돈이 백상아리와 같은 그룹임을 나타내는 설을 반영하는 속명이다. 이와 같이 한 때는 메갈로돈은 백상아리의 직계 조상 혹은 근연종으로 생각되었으나 최근의 연구로는 이 상어가 백상아리와 유연관계가 멀게 평행하게 진화해 온 종으로 악상어목에 속하는 절멸한 일족일 것으로 추측하는 설이 많이 설득력을 얻고 있다.
그 설에 따르면 메갈로돈을 유사관계에 있는 어떤 종도 없는 절멸한 종으로 보고 학명 또한 Carcharocles로 변경되어야 한다는 것이다. 전통적인 견해에 의하면 백악기의 상어인 Cretolamna에서 직접 후손으로 갈라져 나온 Carcharodon에서 메갈로돈과 백상아리가 출현했다 설명하지만, 새로운 견해는 Cretolamna에서 Otodus가 분화되었고 Otodus에서 메갈로돈이 속한 Carcharocles가 출현했다고 본다. 후자의 견해에 따르면 메갈로돈은 백상아리가 속한 악상어과에 속하지 않으며, 악상어과와 조금 거리가 나는 먼 친척뻘이 된다.
후자의 견해에서 백상아리와 메갈로돈이 서로 유연관계가 가깝지 않다는 주장의 증거로 제시하는 것은, 메갈로돈과 백상아리의 이빨이 사실 형태적으로 그렇게 많은 유사점을 공유하지 않고 있다는 사실이다. 몇 가지 차이점을 들어보면 두 종의 같은 크기의 이빨을 비교했을 때 두깨가 3배 가까이 차이가 나며, 턱에 붙어있는 이빨의 위치에 따른 이빨의 크기와 경사도 또한 다른 양상을 보이고, 성장 해 가면서 나타나는 이빨의 톱날구조 형성 과정과 톱날의 형태에서 차이가 나는 점 등이 있다. 이에 덧붙여서 백상아리의 치아의 구조가 메갈로돈 보다는 오히려 멸종된 청상아리인 Isurus hastalis와 이 후에 출현한 Isurus eschery와 유사함을 지적하며 백상아리와 메갈로돈의 계통이 유연관계가 멀다는 것을 아니라는 것이다.

## 생태

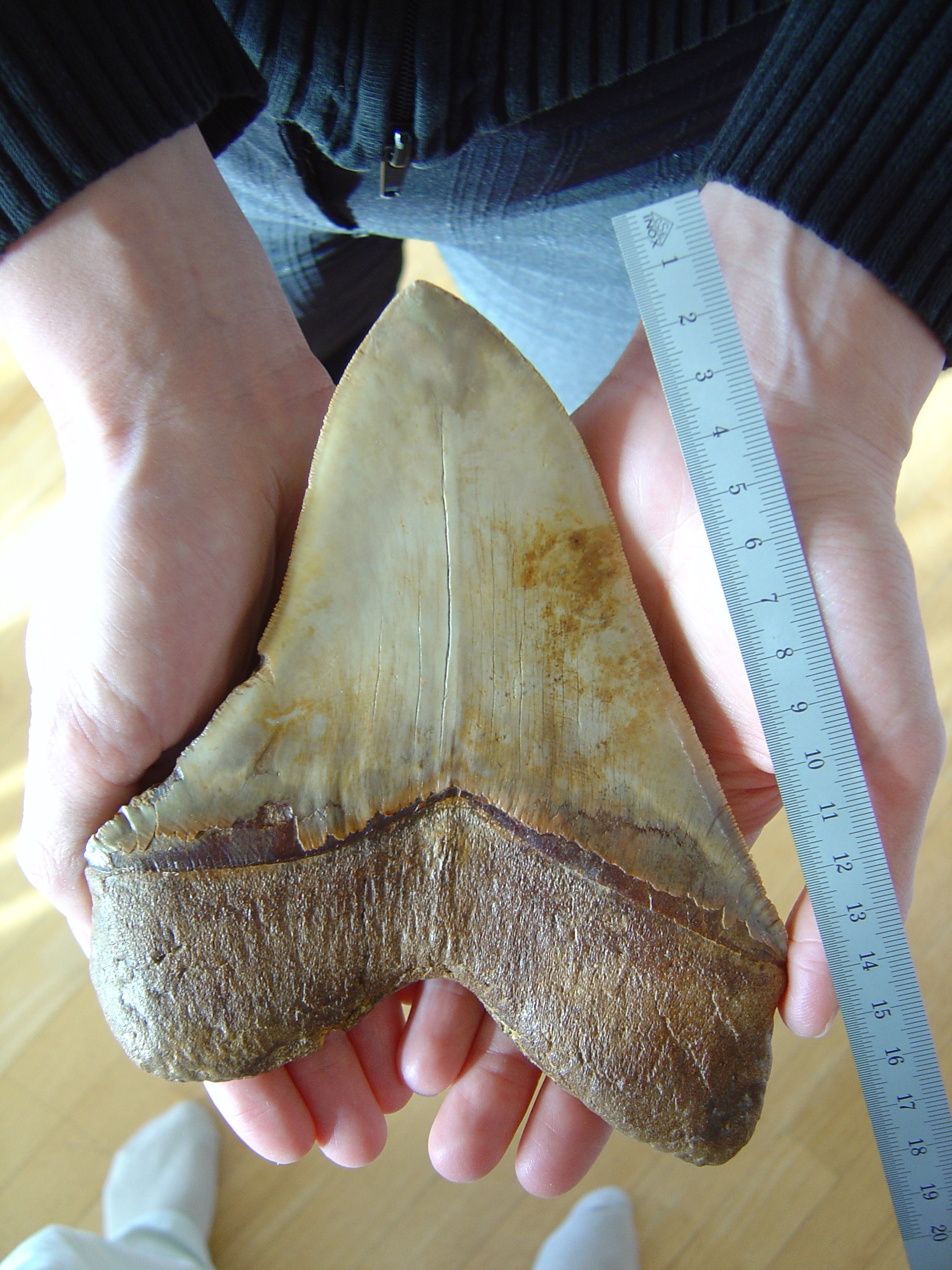
메갈로돈의 치아 화석

메갈로돈은 거대한 덩치를 유지하기 위해 왕성한 포식활동을 했을 것으로 추측되며 이빨 화석이 고래 화석 출토지와 겹치고, 메갈로돈에게 공격당한 고래류나 듀공류의 화석이 발견되는 것으로 미루어 브리그모파이세터같은 거대한 해양 포유류를 주식으로 삼았을 것으로 추정된다. 당시에는 바닷속에 다양한 종류의 생물이 서식하고 있었고 그에 비례하여 먹잇감이 될 수 많은 해양 포유류도 많이 번성했기 때문에 메갈로돈도 또한 크게 번성할 수 있었다. 한편 최근에 발견된 화석 증거에 의해 메갈로돈이 연안에서 새끼를 양육했을 가능성이 있다는 주장이 제기된 바 있다. 메갈로돈의 이빨크기는 약 18cm이다.

## 멸종
해양 생태계 정점에 섰던 성공한 포식자 메갈로돈은 플라이스토세 초기부터 차츰 자취를 감추었다. 많은 학자는 메갈로돈이 멸종한 가장 큰 이유를 플라이스토세 초기부터 시작되었던 빙하기 때문이라고 추정한다. 당시 지방층을 보유했던 고래 종은 지방층 때문에 극지방에서 살 수 있었으나, 고래보다 피하지방층이 적었던 상어류는 적도 부근으로 점차 이동했다. 그 결과 지방이 부족한 상어는 적도 지방으로 몰리면서 결국 먹이부족으로 멸종했다는 설이 있다.
신비동물학자나 일부 사람들은 아직도 메갈로돈이 깊은 바다 어딘가에 살고 있다고 믿지만, 주로 얕은 바다에 서식했던 메갈로돈이 깊은 바다에 살고 있을 가능성은 적다. 메갈로돈은 소재로 한 소설과 영화가 다수 제작된 바 있다.

## 같이 보기
- 백상아리
- 상어
- 먹이사슬